# Erik Eisenberg
 Der er for få eller ingen kildehenvisninger i denne artikel, hvilket er et problem. Du kan hjælpe ved at angive troværdige kilder til de påstande, som fremføres i artiklen.

Erik Eisenberg (født 1. juli 1959) er en dansk journalist og kommunikationsrådgiver.
Han er uddannet fra Danmarks Journalisthøjskole i 1983. Han har siden arbejdet på en række danske medier med erhvervs- og finansverdenen som fokusområde - heriblandt Næstved Tidende, Vejle Amts Folkeblad, Morgenavisen Jyllands-Posten, Børsen, det daværende Børsens Nyhedsmagasin, TV2 Nyhederne og Ekstra Bladet.
Erik Eisenberg har perioden fra 2006 til 2017 fungeret som informationschef/kommunikationsdirektør i flere store, danske virksomheder, heriblandt Dansk Supermarked (i dag Salling Group), Mærsk/ APM Terminals og Danish Crown.
Erik Eisenberg har vundet dansk journalistisk hæderspris, Cavlingprisen, to gange - i hvv. 1990 (sagerne om realkredittens ulovlige overbelåninger) og 1999 (Den Danske Bank og Hafnia-sagen).